# گربه‌ماهی‌های ماهیگیر
گربه‌ماهی‌های ماهیگیر (نام علمی: Chaca) نام یک سرده از راسته گربه‌ماهی‌سانان است.